# Village of Oak Creek
Village of Oak Creek es un lugar designado por el censo ubicado en el condado de Yavapai en el estado estadounidense de Arizona. En el Censo de 2010 tenía una población de 6147 habitantes y una densidad poblacional de 451,47 personas por km².

## Geografía
Village of Oak Creek se encuentra ubicado en las coordenadas 34°46′53″N 111°45′38″O / 34.78139, -111.76056. Según la Oficina del Censo de los Estados Unidos, Village of Oak Creek tiene una superficie total de 13,62 km², de la cual 13,62 km² corresponden a tierra firme y (0%) 0 km² es agua.

## Demografía
Según el censo de 2010, había 6147 personas residiendo en Village of Oak Creek. La densidad de población era de 451,47 hab./km². De los 6147 habitantes, Village of Oak Creek estaba compuesto por el 92,24% blancos, el 0,55% eran afroamericanos, el 0,63% eran amerindios, el 1,51% eran asiáticos, el 0,08% eran isleños del Pacífico, el 2,94% eran de otras razas y el 2,03% pertenecían a dos o más razas. Del total de la población el 9,87% eran hispanos o latinos de cualquier raza.